# Rio Marrecas (vattendrag i Brasilien, lat -26,05, long -53,05)
Rio Marrecas är ett vattendrag i Brasilien.   Det ligger i delstaten Paraná, i den södra delen av landet, 1 300 km söder om huvudstaden Brasília.
Omgivningarna runt Rio Marrecas är en mosaik av jordbruksmark och naturlig växtlighet. Runt Rio Marrecas är det glesbefolkat, med 17 invånare per kvadratkilometer.